# Mazja
Mazja (ryska: Мажа) är ett vattendrag i Belarus.   Det ligger i voblasten Minsks voblast, i den centrala delen av landet, 110 km söder om huvudstaden Minsk.
Trakten runt Mazja består till största delen av jordbruksmark. Runt Mazja är det ganska glesbefolkat, med 25 invånare per kvadratkilometer.